# Arctoscelia celator
Arctoscelia celator là một loài bướm đêm trong họ Geometridae.